# Greenwayodendron oliveri
Greenwayodendron oliveri (Engl.) Verdc. – gatunek rośliny z rodziny flaszowcowatych (Annonaceae Juss.). Występuje naturalnie w Gwinei, Sierra Leone, Liberii, Wybrzeżu Kości Słoniowej, Ghanie, południowej Nigerii, w Kamerunie oraz Gabonie. 

## Morfologia
PokrójZimozielone drzewo. Młode pędy są owłosione.
LiścieMają podłużnie owalny kształt. Mierzą 10–20 cm długości oraz 4,5–7,5 cm szerokości. Nasada liścia jest klinowa. Blaszka liściowa jest o spiczastym wierzchołku.
KwiatySą pojedyncze, rozwijają się w kątach pędów. Płatki mają równowąski kształt i osiągają do 10–12 mm długości.
OwocePojedyncze mają kulisty kształt, zebrane w owoc zbiorowy. Są osadzone na szypułkach. Osiągają 5–8 mm długości.

## Biologia i ekologia
Rośnie w wiecznie zielonych lasach.